# The Jeff Dunham Show
The Jeff Dunham Show is een Amerikaans sketchprogramma, met in de hoofdrol buikspreker Jeff Dunham. De serie werd in de Verenigde Staten van oktober 2009 tot december 2009 uitgezonden op Comedy Central. In Nederland is de serie sinds april 2010 te zien op Comedy Central.

## Opzet
De show bestaat uit meerdere optredens van Jeff Dunham en zijn bekende poppen, Walter, Achmed the Dead Terrorist, Peanut, Bubba J en José Jalapeño on a Stick. Maar in tegenstelling tot bij de vorige shows die Jeff Dunham opnam voor Comedy Central spelen zijn optredens in “The Jeff Dunham Show” zich niet alleen af in een theater, maar bezoeken Dunham en zijn poppen ook andere locaties in en rond Los Angeles. Hierbij praten met mensen die ze tegenkomen, en maken grappen over de situaties die ze zien.

## Productie
De serie was onderdeel van een deal die Dunham had gemaakt in maart 2009.
De serie had geen goede start qua recensies. Metacritic gaf de serie 20 punten op een schaal van 100.
Deze negatieve kritiek kwam vooral vanwege vooroordelen tegenover Dunham en buikspreken in zijn algemeenheid. Andere critici die de serie beoordeelden, zoals The Hollywood Reporter’s Randee Dawn, vonden de poppen te racistisch.
De pilotaflevering van de serie trok 5.3 miljoen kijkers, waarmee het de best bekeken pilot ooit was van een Comedy Central-serie. De tweede week nam het aantal kijkers echter met 55% af, mede omdat de World Series rond dezelfde tijd werd uitgezonden. Desondanks bleef het aantal kijkers wel hoger dan het gemiddelde bij andere series van Comedy Central.
In december 2009 werd bekend dat de serie geen tweede seizoen zou krijgen, mede vanwege de afgenomen interesse in de serie maar ook vanwege de productiekosten.